# Summoning
I Summoning sono un gruppo epic/atmospheric black metal austriaco. Il loro stile è stato descritto come "Tolkien metal" non a torto, per via dei testi degli album pubblicati che hanno che fare con il mondo mitologico di J. R. R. Tolkien.

## Storia del gruppo
I Summoning sono stati formati nel 1993 da Silenius (Michael Gregor), Protector (Richard Lederer) e Trifixion (Alexander Trondl). Prima di creare i Summoning, Protector suonava la batteria in una band thrash/death metal "vecchio stile" chiamata Marlignom  e aveva studiato quattro anni di batteria in una scuola di musica. Silenius (a 16 anni) era in una band doom metal chiamata Shadow Vale e aveva studiato qualche anno pianoforte. Inoltre Silenius componeva musica insieme a Pazuzu (Ray Wells) nella band Cromn. Trifixion suonava nei Pervertum.
I Summoning composero due demo (Upon the Viking's stallion e Anno Mortiri Domini), così come uno split con la band austriaca Pazuzu (The Urilia Text) e una cassetta promozionale con cinque tracce per l'album Lugburz. Tutte le canzoni presenti nelle demo non sono mai state pubblicate successivamente in modo ufficiale, né presero parte nei CD in una versione diversa.
Le demo vendettero abbastanza bene in un negozio di dischi chiamato "Why not" a Vienna. Qualche tempo dopo Silenius venne in contatto con T.T. (Thomas Tannenberger), leader degli Abigor. Silenius finì per eseguire tutte le linee vocali delle pubblicazioni degli Abigor (tranne le demo) e diventò un membro permanente del gruppo fino al 1999. Il primo album degli Abigor fu registrato per la giovane Napalm Records, che portò a Silenius a trovare un accordo con la Napalm per l'album di debutto dei Summoning Lugburz nel 1995. In quel periodo la formazione dei Summoning era: Silenius - voce, tastiere e basso; Protector - tastiere e chitarra; Trifixion - batteria; Pazuzu aggiunse qualche linea vocale e scrisse qualche testo. Lugburz era un album di black metal tradizionale, molto diverso dalle successive pubblicazioni del gruppo.
La band continuò come duo dopo l'abbandono di Trifixion, pubblicando Minas Morgul nel 1995. Questo album fu la prima pubblicazione del gruppo nel loro nuovo stile, uno stile epico e atmosferico utilizzando chitarre come sottofondo e sintetizzatori come strumento principale, utilizzando precedenti canzoni registrate nuovamente. Dol Guldur, uscito nel 1996, continuò questo stile ed era caratterizzato da influenze del progetto parallelo di Protector Ice Ages. I testi sono presi da J. R. R. Tolkien. Nel 1997, fu pubblicato l'EP Nightshade Forests, che fu incluso nelle successive pubblicazioni di Dol Guldur. Dopo questo, la band interruppe tutti i lavori per quasi due anni, e fermarono anche il loro contributo ai diversi progetti paralleli. Ma nel 1999, i Summoning tornarono con Stronghold che, nonostante fosse nel loro classico stile, si concentrava maggiormente sulla chitarra rispetto alle tastiere e ai sintetizzatori per creare le linee melodiche.
Nel 2001 seguì la pubblicazione dell'album Let Mortal Heroes Sing Your Fame. Questo album fu una specie di combinazione tra il vecchio e il nuovo stile dei Summoning, con tastiere più epiche e polifoniche, mentre le chitarre sono simili alle complesse e rockeggianti linee di chitarra di Stronghold . Questa volta la band usò più sample parlati per creare uno stile più drammatico e per la prima volta il gruppo inserì un coro nella canzone Farewell. Per la prima volta ai testi basati sulla Terra di Mezzo di Tolkien, ne vennero accostati altri, tratti dalle opere di Michael Moorcock. Nel 2003 pubblicarono l'EP Lost Tales e nel 2006 pubblicarono l'album Oath Bound. La lunga pausa tra gli ultimi due album fu causata da problemi personali dei componenti del gruppo, aggiunta alla carenza di nuove idee .
Nel febbraio 2012 il gruppo annunciò sul suo sito che stava scrivendo nuovi canzoni, in vista di una pubblicazione per la fine dell'anno. Il 27 dicembre 2012 fu annunciato che tutte le chitarre e la voce di Protector erano state registrate e che l'album sarebbe stato titolato Old Mornings Dawn. Il disco venne poi pubblicato nel giugno del 2013.
Il 5 gennaio 2018 è uscito il nuovo lavoro del duo, intitolato With Doom We Come, stilisticamente simile al disco precedente.

## Formazione

### Formazione attuale
- Silenius - voce, chitarra, tastiere
- Protector - basso, voce, tastiere

### Ex componenti
- Trifixion (Alexander Trondl) - batteria
- Pazuzu (Raymond Wells) - voce (nei demo)

## Discografia

### Album in studio
- 1995 - Lugburz
- 1995 - Minas Morgul
- 1996 - Dol Guldur
- 1999 - Stronghold
- 2001 - Let Mortal Heroes Sing Your Fame
- 2006 - Oath Bound
- 2013 - Old Mornings Dawn
- 2018 - With Doom We Come

### EP
- 1997 - Nightshade Forests
- 2003 - Lost Tales